# شبح اپرا (فیلم ۲۰۰۴)
شبح اپرا (به انگلیسی: The Phantom of the Opera) نام فیلم عاشقانه موزیکالی است آمریکایی به کارگردانی جوئل شوماخر و آهنگسازی اندرو لوید وبر که بر اساس رمان شبح اپرا (به فرانسوی: Le Fantôme de L'Opéra) نوشتهٔ نویسندهٔ فرانسوی گاستون لورو و نمایش موزیکالی به همین نام از اندرو لوید وبر ساخته شده است. این فیلم محصول ۲۰۰۴ بوده و جرارد باتلر، امی رسوم، پاتریک ویلسون، میراندا ریچاردسون، مینی درایور و سیمون کالو نقش‌های اصلی آن را بازی کرده‌اند. شبح اپرا در سه زمینه نامزد دریافت جایزهٔ اسکار بوده است.

## داستان
فیلم در سال ۱۹۱۹ و به صورت سیاه و سفید آغاز می‌شود. بخشی از اموال اپرای پاریس به حراج گذارده شده و از جمله شرکت‌کنندگان در این حراج، مردی سالخورده است که با عنوان ویکونت رائول دو شانی معرفی می‌شود. اولین مورد حراجی عروسک میمونی است که سنج می‌زند و ویکونت آن را می‌خرد. پس از آن نوبت به حراج چلچراغ عظیم اپرای پاریس می‌رسد که با پرده‌ای پوشانده شده است. برای نمایش آن پرده را کنار کشیده و چلچراغ را به بالا می‌کشند. با بالارفتن چلچراغ زمان به عقب و ۱۸۷۰ یعنی دوران رونق سالن اپرای پاریس برمی‌گردد و فیلم رنگی می‌شود.
نمایشی عظیم قرار است اجرا شود و بازیگران مشغول تمرین هستند. ناگهان پردهٔ پشت صحنه به شدت در نزدیکی بانو کارلوتا، بازیگر نقش اصلی فرو می‌افتد. بازیگران می‌گویند که این کار شبح اپرا است و کارلوتا به حالت قهر آنجا را ترک می‌کند. گردانندگان اپرا که بازیگر اصلی خود را از دست داده‌اند به تعطیل کردن نمایش می‌اندیشند اما مادام ژیری، کریستین را به عنوان جایگزین کارلوتا معرفی می‌کند. از کریستین خواسته می‌شود تا آوازی را بخواند و او به زیبایی آن را اجرا می‌کند اما از گفتن نام کسی که آوازخواندن را به او آموخته خودداری می‌کند. نقش به کریستین داده می‌شود و در شب افتتاحیه، رائول - ویکونت شانی - که در جمع مهمانان است درمی یابد که کریستین همان دوست دوران کودکی اوست و پس از اجرای نمایش به پیش او می‌آید. کریستین که از دیدن رائول زیباروی بسیار شادمان شده مدتی را به گفتگو با او سپری می‌کند.
در پشت صحنه گل‌های فراوانی برای کریستین فرستاده شده اما در میان آن‌ها یک رز سرخ قرار دارد که روبانی سیاه به آن بسته شده است. فرستندهٔ آن گل کسی نیست به جز شبح اپرا، یک نابغهٔ موسیقی که به دلیل نقص مادرزادی‌ای که در چهره‌اش دارد خود را در زیرزمین اپرای پاریس پنهان کرده و نقابی بر چهره گذاشته است. شبح عاشق کریستین است و اوست که آوازخواندن را به کریستین آموخته و در ازای آن می‌خواهد که کریستین برای همیشه با او بماند. او همچنین تمام تلاش خود را بکار می‌بندد تا کریستین ستارهٔ اصلی نمایش‌های اپرای پاریس باشد و با ارسال نامه‌ای به گردانندگان سالن اپرا آن‌ها را تهدید می‌کند در صورتی که نقش اصلی نمایش بعدی به کریستین سپرده نشود باید منتظر عواقب بدی باشند. اما آنان به این تهدید توجهی نکرده و برای دلجویی از بانو کارلوتا، نقش اصلی را به او می‌سپارند. شبح که از این موضوع ناراحت شده با عوض کردن افشرهٔ صاف‌کنندهٔ صدای او باعث گرفتگی صدای کارلوتا شده و به‌ناچار کریستین جایگزین او می‌شود. اما شبح تنها به همین کار اکتفا نکرده و مسئول تغییر پرده‌های نمایش را با طنابی دار زده و در برابر چشمان تماشاگران آویزان می‌کند.
کریستین که عاشق رائول شده به او می‌گوید که از شبح می‌ترسد و رائول با خواندن آوازی به او می‌گوید که همواره در کنارش خواهد بود و از او مراقبت خواهد کرد و کریستین با بر زمین انداختن گل سرخی که شبح اپرا برایش فرستاده به رائول می‌پیوندد. آنها نمی‌دانند که شبح اپرا شاهد این ملاقات آنهاست و او که قلبش شکسته به فکر کشتن رائول و نگهداشتن کریستین برای خود می‌افتد. دو مرد هنگامی که کریستین بر سر مزار پدر خود رفته است با یکدیگر روبرو شده و بر روی هم شمشیر می‌کشند اما پیروزی ازآن رائول است و تنها نفرت برای شبح باقی می‌ماند.
نمایش دون خوان در حال اجراست و رائول نگهبانانی مسلح را در سالن اپرا مستقر کرده است. با این وجود شبح با کشتن یکی از بازیگران مرد، خود به‌جای او وارد صحنه می‌شود. او در کنار کریستین شروع به خواندن می‌کند ولی کریستین ناگهان نقاب از چهرهٔ او برمی‌کشد و صورت بدشکل شبح نمایان می‌شود. شبح که غافلگیر شده طنابی که چلچراغ عظیم سالن اپرا را نگهداشته قطع می‌کند. چلچراغ بر روی جمعیت که در حال فرار هستند می‌افتد و شبح در حالیکه کریستین را در آغوش گرفته ناپدید می‌شود. رائول از مادام ژیری که تنها کسی است که راه مخفیگاه شبح را می‌داند می‌خواهد که به او کمک کند. مادام ژیری راه را به او نشان می‌دهد و رائول برای نجات کریستین می‌رود. اما شبح او را گیر انداخته و به کریستین می‌گوید که نجات جان رائول به انتخاب او بستگی دارد. کریستین که درمانده شده است شبح را می‌بوسد. شبح که احساساتش تحریک شده است به کریستین و رائول می‌گوید که از آنجا بروند و خود شروع به شکستن تمامی آینه‌های موجود در مخفیگاهش می‌کند. نگهبانان و کارکنان به مخفیگاه شبح می‌رسند اما به جز نقاب او و اسباب‌بازی میمونی که سنج می‌زند چیزی نمی‌یابند.
ویکونت شانی که خاطرات گذشته را به‌یاد می‌آورد سوار بر ماشین به سوی گورستانی می‌رود. درآنجا کریستین آرمیده است و او عروسک میمون سنج‌زن را که از حراجی اپرای پاریس خریداری کرده است بر سر مزار کریستین می‌گذارد. اما به هنگام بازگشت متوجهٔ شاخه گل سرخ‌رنگی می‌شود که روبانی سیاه به آن بسته شده و در کنار سنگ مزار کریستین گذارده شده است.

## بازیگران
- جرارد باتلر در نقش شبح اپرا
- امی راسم در نقش کریستین دائه
- پاتریک ویلسون در نقش رائول
- میراندا ریچاردسون در نقش مادام ژیری
- جنیفر الیسون در نقش مگ ژیری
- مینی درایور در نقش کارلوتا
- کیران هایندز در نقش موسیو ریشارد فرمن
- سایمون کالو در نقش موسیو ژیل آندره
- رامین کریملو در نقش گوستاو دائه (پدر کریستین)
- پل بروک در نقش مسئول حراج

## ترانه‌ها
برخی از ترانه‌های اجرا شده در فیلم در جدول زیر آورده شده است:
| نام ترانه                                      | موسیقی و اشعار                                              | اجرا در فیلم توسط                                       |
| ---------------------------------------------- | ----------------------------------------------------------- | ------------------------------------------------------- |
| Auction at the Opera Populaire, 1919 (Prologue | اندرو لوید وبر، چارلز هارت و ریچارد استیلگو                 | پاتریک ویلسون                                           |
| Hannibal                                       | ژان لوک شالومیو اندرو لوید وبر، چارلز هارت و ریچارد استیلگو | مارگارت پریس، ویکتور مک‌گوایر                            |
| Think of Me                                    | اندرو لوید وبر، چارلز هارت و ریچارد استیلگو                 | مارگارت پریس، امی راسم و پاتریک ویلسون                  |
| Angel of Music                                 | اندرو لوید وبر، چارلز هارت و ریچارد استیلگو                 | امی راسم، جنیفر الیسون و جرارد باتلر                    |
| Little Lotte                                   | اندرو لوید وبر، چارلز هارت و ریچارد استیلگو                 | پاتریک ویلسون و امی راسم                                |
| The Phantom of the Opera                       | اندرو لوید وبر، چارلز هارت، ریچارد استیلگو و مایک بت        | جرارد باتلر و امی راسم                                  |
| The Music of the Night                         | اندرو لوید وبر، چارلز هارت و ریچارد استیلگو                 | جرارد باتلر                                             |
| Notes                                          | اندرو لوید وبر، چارلز هارت و ریچارد استیلگو                 | سیاران هیندز، سایمون کالو، پاتریک ویلسون و مارگارت پریس |
| Why Have You Brought Me Here?                  | اندرو لوید وبر، چارلز هارت و ریچارد استیلگو                 | پاتریک ویلسون، امی راسم و جرارد باتلر                   |
| All I Ask of You                               | اندرو لوید وبر، چارلز هارت و ریچارد استیلگو                 | پاتریک ویلسون و امی راسم                                |
| All I Ask of You (Reprise)                     | اندرو لوید وبر، چارلز هارت و ریچارد استیلگو                 | پاتریک ویلسون، امی راسم و جرارد باتلر                   |
| Why So Silent                                  | اندرو لوید وبر، چارلز هارت و ریچارد استیلگو                 | جرارد باتلر                                             |
| Journey To the Cemetery                        | اندرو لوید وبر، چارلز هارت و ریچارد استیلگو                 | امی راسم                                                |
| Don Juan                                       | اندرو لوید وبر، چارلز هارت و ریچارد استیلگو                 | مارگارت پریس، ویکتور مک‌گوایر و هالکرو جانستون           |
| The Point of No Return                         | اندرو لوید وبر، چارلز هارت و ریچارد استیلگو                 | جرارد باتلر و امی راسم                                  |
| Learn To Be Lonely                             | اندرو لوید وبر، چارلز هارت و ریچارد استیلگو                 | مینی درایور                                             |

## جوایز
اسکار (۲۰۰۵)
- نامزد دریافت جایزه اسکار بهترین کارگردانی هنری - آنتونی پرات (کارگردان هنری) و سلیا بابک (طراح صحنه)
- نامزد دریافت جایزه اسکار بهترین فیلمبردار - جان متیسن
- نامزد دریافت جایزه اسکار بهترین موسیقی متن فیلم برای ترانهٔ تنها بودن را بیاموز - اندرو لوید وبر (آهنگساز) و چارلز هارت (ترانه‌سرا)

گلدن گلوب (۲۰۰۵)
- نامزد دریافت گلدن گلوب بهترین فیلم موزیکال / کمدی
- نامزد دریافت گلدن گلوب بهترین ترانهٔ اریجینال برای ترانهٔ تنها بودن را بیاموز - اندرو لوید وبر (آهنگساز) و چارلز هارت (ترانه‌سرا)
- نامزد دریافت گلدن گلوب بهترین بازیگر زن - امی راسم

آکادمی فیلم‌های علمی-تخیلی، فانتزی و ترسناک آمریکا (۲۰۰۵)
- برندهٔ جایزهٔ ساترن بهترین بازیگر جوان - امی راسم
- نامزد دریافت جایزه ساترن بهترین طراحی لباس - الکساندرا برن

جوایز انجمن منتقدین فیلم (۲۰۰۵)
- برندهٔ جایزهٔ منتخب منتقدین بهترین بازیگر جوان زن - امی راسم
- نامزد دریافت جایزهٔ منتخب منتقدین بهترین فیلم

جوایز هنرمند جوان (۲۰۰۵)
- برندهٔ جایزهٔ هنرمند جوان بهترین بازیگر جوان نقش اول زن - امی راسم
- نامزد دریافت جایزهٔ هنرمند جوان بهترین فیلم خانوادگی (کمدی یا موزیکال)

جوایز انجمن منتقدین فیلم سن دیگو (۲۰۰۴)
- برندهٔ جایزهٔ منتقدین فیلم سن دیگو برای بهترین فیلمبرداری - جان متیسون